# Посёлок отделения № 2 совхоза «Усть-Медведицкий»
Посёлок отделения № 2 совхоза «Усть-Медведицкий»  — поселок в Серафимовичском районе Волгоградской области. 
Входит в состав  Песчановского сельского поселения.

## География

### Улицы
- ул. Базнинская
- ул. Вишневая
- ул. Молочная
- ул. Республиканская
- ул. Школьная

## Население
| 2010 |
| ---- |
| 59   |